# Francisca Nneka Okeke
Francisca Nneka Okeke FAS, (Onitsha, Estado de Anambra, Nigeria) es una científica nigeriana y profesora de física en la Universidad de Nigeria y la primera mujer Jefa de un Departamento universitario.
En 2011, fue elegida como miembro de la Academia Nigeriana de Ciencia, la organización científica pionera en Nigeria. Ella fue incluida en la Academia junto a Abba Gumel, profesor de biología matemática y miembro de la Academia Africana de Ciencias.

## Investigación científica
Ha dedicado mucho de su carrera estudiando la ionósfera y el «fenómeno ecuatorial de electrojet». Energizado por el sol, el electrochorro es un río de corriente eléctrica que atraviesa el mundo hacia el este alrededor del ecuador magnético y hace que el campo magnético en el ecuador magnético varíe casi cinco veces más tiempo que cualquier otro lugar en el planeta (el ecuador magnético difiere de la línea ecuatorial en unos pocos grados, como el polo del norte magnético de la Tierra es diferente de lo que generalmente consideramos como el polo norte.)
Sus estudios sobre la actividad solar en la forma en que la ionosfera afecta el campo magnético de la Tierra, podría conducir a una mejor comprensión del cambio climático y ayudar a identificar las fuentes de fenómenos dramáticos como tsunamis y terremotos.

## Algunas publicaciones
- 2009. Geomagnetic Research in Physics: The Journey So Far : an Inaugural Lecture of the University of Nigeria, 22 de abril de 2009. Inaugural lecture series. Publicó Univ. of Nigeria Senate Ceremonials Committee, 58 p.

## Honores

### Galardones
- Nominada a los Premios L'Oréal-UNESCO a Mujeres en Ciencia y laureada por África en 2013[5][6]